# Jezioro Proboszczowskie (powiat nowotomyski)
Jezioro Proboszczowskie – jezioro w Polsce, położone w województwie wielkopolskim, w powiecie nowotomyskim, w gminie Miedzichowo.

## Hydronimia
Jezioro pojawia się w źródłach w 1935 jako Jezioro Proboszczowskie, a następnie Pfarr-See (1944). Państwowy rejestr nazw geograficznych jako nazwę zestandaryzowaną akwenu podaje Jezioro Proboszczowskie, nie wymieniając nazw obocznych.

## Morfometria
Według danych Instytutu Meteorologii i Gospodarki Wodnej powierzchnia zwierciadła wody jeziora wynosi 15,5 ha, natomiast według danych Instytutu Rybactwa Śródlądowego wielkość to 17 ha.
Średnia głębokość zbiornika wodnego to 2,4 m według IMGW i 0,5 m według IRŚ, a maksymalna – 5 m lub 2,9 m. Objętość jeziora według różnych źródeł wynosi od 372 tys. m³ do 85 tys. m³. Maksymalna długość jeziora to 640 m, a szerokość 360 m. Długość linii brzegowej wynosi 1850 m. Lustro wody znajduje się na wysokości 51,2 m n.p.m.
Według Mapy Podziału Hydrograficznego Polski jezioro jest położone na terenie zlewni ósmego poziomu Bezpośrednia zlewnia jez. Wielkiego. Identyfikator MPHP to 18787519.

## Zagospodarowanie
Administratorem wód jeziora jest Regionalny Zarząd Gospodarki Wodnej w Poznaniu. Utworzył on obwód rybacki, który obejmuje wody jezior Głębokie i Proboszczowskie (Obwód rybacki Jeziora Głębokie na cieku bez nazwy w zlewni rzeki Obra – Nr 1). Gospodarkę rybacką na jeziorze prowadzi Tomasz Jabłoński.

## Ochrona Środowiska
Jezioro znajduje się na terenie Miedzichowskiego Parku Krajobrazowego oraz w granicach dwóch obszarów sieci Natura 2000: specjalnego obszaru ochrony siedlisk „Rynna Jezior Obrzańskich” PLH080002 i obszaru specjalnej ochrony ptaków „Jeziora Pszczewskie i Dolina Obry” PLB080005.